# Alessandra Rampolla
Alessandra Mariam Rampolla (San Juan, 25 de marzo de 1974) es una sexóloga y presentadora de televisión puertorriqueña.

## Biografía
De familia con buen pasar económico, estudió en colegios religiosos católicos, y recibió una educación muy tradicional. Según sus palabras: «En casa son conservadores, no fanáticos. Cumplíamos con la rutina de ir todos los domingos a la iglesia, la familia completa».
Inició a los 17 años su Bachillerato en Literatura Francesa, en la Universidad de Loyola de Nueva Orleans, Estados Unidos. Luego, cambió su orientación, realizando una maestría en Terapia Matrimonial y de Familia en la United States Internacional University (USIU).
Posteriormente comenzó sus estudios doctorales en el Institute for Advanced Study of Human Sexuality (Iashs) de San Francisco (California), donde se graduó con títulos en educación sexual, sexología clínica, erotología, prevención de enfermedades de transmisión sexual y reestructuración de actividades sexuales. Se desempeñó profesionalmente en Estados Unidos y posee oficinas en San Juan de Puerto Rico.
Debutó en televisión con un segmento en Univisión (Teleonce de Puerto Rico).
También fue presentadora del programa radial A Calzón Quitao, para el Grupo Latino de Radio en América, con difusión a través de los Estados Unidos, Argentina, Ecuador, Costa Rica, Perú, Panamá, República Dominicana, Paraguay y otros países.
Condujo los programas Confidencias e Íntimamente Alessandra (Cosmopolitan TV); Alessandra a tu manera y Alessandra para hombres (Fox Life); Alessandra, tu sexóloga y Alessandra, solo sexo (Canal 13); Doctora amor (Telemundo); Alessandra, solo sexo (La sexta). Universo Alessandra (Canal 10 (Uruguay). En sus programas solía ayudarse, para dar explicaciones que tuvieran que ver con el sexo femenino, por «Bamba», una vulva de felpa.
Es columnista en medios gráficos, como el periódico Primera Hora y la revista Caras (de Puerto Rico), la revista Domingo (del diario La República, en Perú) y la revista Hogar (de Ecuador).
En 2006 presentó su libro Sexo... ¡¿Y ahora qué hago?! dedicado a responder cuestiones sobre sexualidad. En el 2008 lanzó otro libro de temática similar, llamado La diosa erótica.
Realizó el doblaje del documental En el vientre materno: animales para la cadena National Geographic.
Condujo el programa Atrévete, con Alessandra que es presentado por Latina Televisión.
En 2020 entró en la conducción de Cuestión de peso para el canal argentino NET TV.
En 2021 volvió a la televisión argentina como panelista de El club de las divorciadas que es presentado por Canal 13.
Desde 2020 vive en Australia, se mudó en plena pandemia invitada hacer parte del programa  Married At First Sigh en 9Now, como experta en sexo e intimidad (esta desde la octava temporada).

## Libros publicados
- 2006 — Sexo: y ahora... ¿qué hago?!
- 2008 — La diosa erótica
- 2011 — Sexo: y ahora... ¿qué digo?
- 2012 — Juntos y revueltos... ¿Para siempre?
- 2017 — Alessandra te lo cuenta todo